# 1974 en football
Cet article présente les faits marquants de l'année 1974 en football, dont l'événement majeur est la Coupe du monde, remportée par l'Allemagne de l'Ouest à domicile.

## Chronologie
- Fondation de la ligue professionnelle de football belge.
- 14 mars : la République démocratique du Congo (ex Zaïre) remporte la Coupe d'Afrique des Nations (CAN) en battant la Zambie en finale. La finale doit se jouer 2 fois avant de pouvoir départager les deux équipes. C'est la deuxième "CAN" remportée par les joueurs de la République démocratique du Congo. L'Égypte se classe troisième du Tournoi en battant le Congo.
  - Article détaillé : Coupe d'Afrique des nations 1974
- 28 avril : Manchester United est relégué en 2e division anglaise.
- 15 avril : Sion remporte sa seconde Coupe de Suisse. Victoire 3-2 contre Neuchâtel Xamax.
- 10 mai : le FC Magdebourg remporte la Coupe des vainqueurs de Coupe en s'imposant en finale face au Milan AC (2-0). C'est la première Coupes des coupes remportée par un club d'Allemagne de l'Est.
  - Article détaillé : Coupe d'Europe des vainqueurs de coupe 1973-1974
- 17 mai : le Bayern Munich remporte la Ligue des champions face à l'Atlético de Madrid. C'est la première Coupe des clubs champions européens gagnée le Bayern Munich.
- 29 mai : le Feyenoord Rotterdam remporte la Coupe de l'UEFA face au club londonien de Tottenham. C'est la première Coupe de l'UEFA remportée par un club néerlandais.

- 4 juin : le Paris Saint Germain affronte US Valenciennes en barrage retour et remporte le match 4-2 (match aller 2-1) et accède à la D1[1].
- 8 juin : l'AS Saint-Étienne remporte la Coupe de France en s'imposant 2-1 en finale sur le club de l'AS Monaco. C'est la quatrième Coupe de France gagnée par les stéphanois.
- 13 juin : début de la Coupe du monde de football qui se déroule en Allemagne de l'Ouest. En match d'ouverture, le Brésil, tenant du titre, réalise un match nul et vierge (0-0) face à la Yougoslavie.
  - Article de fond : Coupe du monde de football 1974
- 7 juillet : l'Allemagne de l'Ouest remporte la Coupe du monde face aux Pays-Bas. Score : 2-1. C'est la deuxième Coupe du monde remportée par la RFA après celle de 1954. G.Lato (Pologne) termine meilleur buteur avec 7 réalisations.
  - Article détaillé : Coupe du monde 1974
- Le RSC Anderlecht remporte sa deuxième Coupe de la Ligue Pro consécutive.

## Champions nationaux
- Le Bayern Munich remporte le championnat d'Allemagne de l'Ouest.
- Leeds United remporte le championnat d'Angleterre.
- Le FC Barcelone remporte le championnat d'Espagne.
- L'AS Saint-Étienne remporte le championnat de France.
- La Lazio Rome remporte le championnat d'Italie.
- Le RSC Anderlecht remporte le championnat de Belgique.
- Le Feyenoord Rotterdam remporte le championnat des Pays-Bas.
- Le Sporting Portugal remporte le championnat du Portugal.
- Le Dynamo Kiev remporte le championnat d'URSS.

## Naissances
Plus d'informations : Liste de personnalités du football nées en 1974.
- Sol Campbell, footballeur anglais.
- Olivier Dacourt, footballeur français.
- Alessandro Del Piero, footballeur italien.
- Leonardo Jardim, entraîneur portugais.
- Gaizka Mendieta, footballeur espagnol.
- Dado Pršo, footballeur croate.
- Paul Scholes, footballeur anglais.
- Sylvinho, footballeur brésilien.
- Sylvain Wiltord, footballeur français.
- Zé Roberto, footballeur brésilien.
- Jordi Cruijff, footballeur néerlandais.
- Corinne Diacre, footballeuse et entraîneuse française.
- Bernard Diomède, footballeur puis entraîneur français.
- Steve Marlet, footballeur français.
- Nuno Espírito Santo, entraîneur portugais.

## Décès
Plus d'informations : Liste de personnalités du football décédées en 1974.
- 28 octobre : Everaldo, footballeur brésilien.

## Liens
- RSSSF : Tous les résultats du monde